# Kenedy, Teksas
Kenedy je grad u američkoj saveznoj državi Teksas. Prema popisu stanovništva iz 2010. u njemu je živjelo 3.296 stanovnika.